# Zazpiak Bat
Zazpiak Bat je heraldički nadimak za baskijski grb koji uključuje grbove sedam tradicionalnih baskijskih pokrajina, ističući njihovo jedinstvo. Dizajnirao ga je povjesničar Jean de Jaurgain 1897. za Congrès et Fêtes de la Tradition basque slavljen u Saint-Jean-de-Luz (Donibane Lohizune) u Lapurdiji.

## Ime
Zazpiak Bat je moto koji se pripisuje baskijskom istraživaču   d'Abbadieja u devetnaestom stoljeću, sastavljen od baskijskih riječi zazpiak što znači "sedam" i bat znači "jedan", u prijevodu "sedam [su] jedan" i odnosi se na sedam baskijskih tradicionalnih pokrajina. Moto se temelji na jednom sličnom koji je oblikovalo u doba prosvjetiteljstva društvo "Real Sociedad Bascongada de Amigos del Pais"  godine 1765, "Irurac bat" ( tri [su] jedan ), po pokrajinama koje trenutno čine baskijsku autonomnu zajednicu),  dok je slična varijanta je stvorena također u 19. stoljeću   "Laurak bat" ("četiri [su] jedan ', po četiri baskijske pokrajine u Španjolskoj), moto spomenut i slavljen od strane Zemaljske vlade Navare godine 1866.

## Povijest
Izvorni "Zazpiak Bat" uključuje dizajn tradicionalnih grbova 6 baskijskih teritorija, naime Alava Gipuzkoa i Biskajski (tri koja bi baskijske autonomne zajednice) plus Navara  (kao u Španjolskoj); i dvije koje su dio francuskod departmana Atlantski Pireneji  - Zuberoe i Lapurdije. Grb treće tradicionalne pokrajine, Donje Navare je uključen pod grbom (Kraljevine) Navare, stoga izostavljen. Moderni dizajn se temelji na trenutno pojednostavljenoj heraldici tih pokrajina.

### Laurak Bat
Laurak Bat s četiri baskijske pokrajine u Španjolskoj je usvojen kao grb Baskijske autonomne zajednice. Navara je izvorno bila uključena, ali je kasnije prekrivena crvenim poljem nakon presvjeda navareške vlade pod vodstvom stranke UPN i naknadnom sudskom odlukom o njegovom uklanjanju.